# 4538 Vishyanand
4538 Vishyanand è un asteroide della fascia principale. Scoperto nel 1988, presenta un'orbita caratterizzata da un semiasse maggiore pari a 2,4245253 UA e da un'eccentricità di 0,1540621, inclinata di 3,94895° rispetto all'eclittica.
L'asteroide è dedicato allo scacchista indiano Viswanathan, detto Vishy, Anand.